# 韋塞拉多利納 (克雷門丘克區)
49°24′18″N 33°28′34″E / 49.40500°N 33.47611°E
韋塞拉多利納（烏克蘭語：Весела Долина），是烏克蘭中部波爾塔瓦州克雷门丘克区赫洛贝内市镇的村落，距離大克倫基3.5公里，面積4.38平方公里，海拔高度112米，2001年人口927。